# Leard Sadriu
Leard Sadriu (Ferizaj, 22 aprile 2001) è un calciatore kosovaro, difensore dell'Argeș Pitești.

## Carriera

### Club
Il 1º settembre 2022 viene acquistato a titolo definitivo dalla squadra slovena del NŠ Mura.

### Nazionale
Ha giocato nelle nazionali giovanili kosovare Under-16, Under-17, Under-19 ed Under-21.
Nel 2022 ha esordito nella nazionale maggiore.

## Statistiche

### Presenze e reti nei club
Statistiche aggiornate all'8 febbraio 2025.
| Stagione          | Squadra           | Campionato        | Campionato | Campionato | Coppe nazionali | Coppe nazionali | Coppe nazionali | Coppe continentali | Coppe continentali | Coppe continentali | Altre coppe | Altre coppe | Altre coppe | Totale | Totale |
| Stagione          | Squadra           | Comp              | Pres       | Reti       | Comp            | Pres            | Reti            | Comp               | Pres               | Reti               | Comp        | Pres        | Reti        | Pres   | Reti   |
| ----------------- | ----------------- | ----------------- | ---------- | ---------- | --------------- | --------------- | --------------- | ------------------ | ------------------ | ------------------ | ----------- | ----------- | ----------- | ------ | ------ |
| gen.-giu. 2018    | Škendija          | PL                | 2          | 0          | CM              | 0               | 0               | UCL                | -                  | -                  | -           | -           | -           | 2      | 0      |
| 2018-2019         | Škendija          | PL                | 7          | 0          | CM              | 0               | 0               | UCL+UEL            | 0+0                | 0                  | -           | -           | -           | 7      | 0      |
| 2019-2020         | Škendija          | PL                | 5          | 0          | CM              | 1               | 0               | UCL+UEL            | 0+0                | 0                  | -           | -           | -           | 6      | 0      |
| 2020-gen. 2021    | Škendija          | PL                | 2          | 0          | CM              | 1               | 0               | UEL                | 0                  | 0                  | -           | -           | -           | 3      | 0      |
| gen.-giu. 2021    | Skënderbeu        | KS                | 18         | 1          | CA              | 3               | 0               | -                  | -                  | -                  | -           | -           | -           | 21     | 1      |
| 2021-2022         | Skënderbeu        | KS                | 33         | 0          | CA              | 3               | 0               | -                  | -                  | -                  | -           | -           | -           | 36     | 0      |
| Totale Skënderbeu | Totale Skënderbeu | Totale Skënderbeu | 51         | 1          |                 | 6               | 0               |                    | -                  | -                  |             | -           | -           | 57     | 1      |
| lug.-set. 2022    | Škendija          | PL                | 1          | 0          | CM              | 0               | 0               | UECL               | 2                  | 0                  | -           | -           | -           | 3      | 0      |
| Totale Škendija   | Totale Škendija   | Totale Škendija   | 17         | 0          |                 | 2               | 0               |                    | 2                  | 0                  |             | -           | -           | 21     | 0      |
| 2022-2023         | NŠ Mura           | 1. SNL            | 12         | 0          | CS              | 0               | 0               | -                  | -                  | -                  | -           | -           | -           | 12     | 0      |
| 2023-2024         | NŠ Mura           | 1. SNL            | 27         | 0          | CS              | 5               | 0               | -                  | -                  | -                  | -           | -           | -           | 32     | 0      |
| 2024-2025         | NŠ Mura           | 1. SNL            | 18         | 1          | CS              | 1               | 0               | -                  | -                  | -                  | -           | -           | -           | 19     | 1      |
| Totale NŠ Mura    | Totale NŠ Mura    | Totale NŠ Mura    | 57         | 1          |                 | 6               | 0               |                    | -                  | -                  |             | -           | -           | 63     | 1      |
| 2025-2026         | Argeș Pitești     | L1                | -          | -          | CR              | -               | -               | -                  | -                  | -                  | -           | -           | -           | -      | -      |
| Totale carriera   | Totale carriera   | Totale carriera   | 125        | 2          |                 | 14              | 0               |                    | 2                  | 0                  |             | -           | -           | 141    | 2      |

## Palmarès

### Club

#### Competizioni nazionali
- Campionato macedone: 2

Škendija: 2017-2018, 2018-2019
- Coppa di Macedonia: 1

Škendija: 2017-2018